# Tilden (Nebraska)
Tilden is een plaats (city) in de Amerikaanse staat Nebraska, en valt bestuurlijk gezien onder Antelope County en Madison County.

## Demografie
Bij de volkstelling in 2000 werd het aantal inwoners vastgesteld op 1078. In 2006 is het aantal inwoners door het United States Census Bureau geschat op 1042, een daling van 36 (-3,3%).

## Geografie
Volgens het United States Census Bureau beslaat de plaats een oppervlakte van 1,9 km², geheel bestaande uit land. Tilden ligt op ongeveer 513 m boven zeeniveau.

## Plaatsen in de nabije omgeving
De onderstaande figuur toont nabijgelegen plaatsen in een straal van 24 km rond Tilden.

## Geboren in Tilden
- L. Ron Hubbard (1911-1986), stichter van Scientology
- Walter Brueggemann (1933-2025), protestants theoloog en oudtestamenticus